# Chiesa di San Maurizio (Ittiri)
La chiesa di San Maurizio è un edificio religioso situato a Ittiri, centro abitato della Sardegna nord-occidentale. È consacrata al culto cattolico e fa parte della parrocchia di San Pietro in Vincoli, arcidiocesi di Sassari. Sino  alla fine del XIX secolo era amministrata dalla parrocchia di Ossi.
Non è chiaro come e quando la piccola chiesa rurale di San Maurizio sia passata sotto la giurisdizione di Ossi. Attorno ad essa sorgeva nel medioevo un villaggio (Nuraghe Longu) e probabilmente la chiesa – dopo l’abbandono del centro circostante - restò in uso sino al XVI secolo, finché nel 1571 l’arcivescovo Martinez non la unì al Capitolo turritano. Nel tardo '600 l’arcivescovo Morillo y Velarde la inserì tra le chiese rurali di Ossi che, pur essendo in buono stato, “no tienen hacienda”.
Fu ricostruita nelle forme attuali durante il secolo XVII, e fu dotata – a spese della parrocchia di Ossi - di un nuovo pregiato simulacro ligneo del santo dedicatario. Quando la chiesetta venne ceduta agli ittiresi (primo XX secolo), gli ossesi non gradirono affatto l’ingiustificata cessione, esacerbati com’erano da decenni di rivalità e gelosie col paese vicino.
Per quanto riguarda l’annuale festività, essa era molto sentita dagli ossesi e dai muratori. La chiesa era dotata di un piccolo comitato, che si occupava della manutenzione e dell’organizzazione della celebrazione dei Vespri del 21 e della Messa solenne del 22 settembre. Le elemosine venivano raccolte esclusivamente ad Ossi: al questuante era infatti vietato raccoglierne ad Ittiri.
Oggi chiesa e festeggiamenti sono totalmente in mano alla parrocchia di San Pietro in Vincoli e da Ossi si recano solo fedeli a titolo personale.